# Mistrzostwa Europy w Lekkoatletyce 2012 – bieg na 5000 m mężczyzn
Bieg na 5000 metrów mężczyzn – jedna z konkurencji rozegranych podczas lekkoatletycznych mistrzostw Europy na Stadionie Olimpijskim w Helsinkach.

## Terminarz
| Data       | Godzina |       |
| ---------- | ------- | ----- |
| 27 czerwca | 19:40   | Finał |

## Rekordy
Tabela prezentuje rekord świata, rekord Europy, rekord mistrzostw Europy, a także najlepsze rezultaty na świecie i w Europie w sezonie 2012 przed rozpoczęciem mistrzostw.
|                          | Zawodnik         | Wynik    | Miejsce   | Data                  |
| ------------------------ | ---------------- | -------- | --------- | --------------------- |
| Rekord świata            | Kenenisa Bekele  | 12:37,35 | Hengelo   | 31 maja 2004(dts)     |
| Listy światowe           | Mohamed Farah    | 12:56,98 | Eugene    | 2 czerwca 2012(dts)   |
| Listy europejskie        | Mohamed Farah    | 12:56,98 | Eugene    | 2 czerwca 2012(dts)   |
| Rekord mistrzostw Europy | Jack Buckner     | 13:10,15 | Stuttgart | 31 sierpnia 1986(dts) |
| Rekord Europy            | Mohammed Mourhit | 12:49,71 | Bruksela  | 25 sierpnia 2000(dts) |

## Rezultaty

### Finał
| Poz. | Zawodnik                   | Reprezentacja   | Czas     | Uwagi |
| ---- | -------------------------- | --------------- | -------- | ----- |
|      | Mohamed Farah              | Wielka Brytania | 13:29.91 |       |
|      | Arne Gabius                | Niemcy          | 13:31.83 |       |
|      | Polat Kemboi Arıkan        | Turcja          | 13.32.63 |       |
| 4    | Yohan Durand               | Francja         | 13:32.65 |       |
| 5    | Daniele Meucci             | Włochy          | 13:32.69 |       |
| 6    | Hayle İbrahimov            | Azerbejdżan     | 13:36.05 |       |
| 7    | Dennis Licht               | Holandia        | 13:37.99 |       |
| 8    | Bashir Abdi                | Belgia          | 13:39.01 |       |
| 9    | Serhij Łebid               | Ukraina         | 13:40.07 |       |
| 10   | Ángel Manuel Penas         | Hiszpania       | 13:41.40 |       |
| 11   | Stefano La Rosa            | Włochy          | 13:41.99 |       |
| 12   | Francisco Javier Alves     | Hiszpania       | 13:42.46 |       |
| 13   | Adil Bouafif               | Szwecja         | 13:50.13 |       |
| 14   | Rory Fraser                | Wielka Brytania | 13:51.05 |       |
| 15   | Philipp Pflieger           | Niemcy          | 13:51.23 |       |
| 16   | Tiidrek Nurme              | Estonia         | 13:51.29 |       |
| 17   | Brenton Rowe               | Austria         | 13:51.58 |       |
| 18   | Sindre Buraas              | Norwegia        | 13:51.64 |       |
| 19   | Anatoliy Rybakov           | Rosja           | 13:52.79 |       |
| 20   | Jesús España               | Hiszpania       | 13:55.98 |       |
| 21   | Mats Lunders               | Belgia          | 14:06.55 |       |
| 22   | Philipp Bandi              | Szwajcaria      | 14:07.48 |       |
| 23   | Mitch Goose                | Wielka Brytania | 14:21.91 |       |
| –    | Maksym Cerrone Obrubanskyy | Włochy          | –        | DQ    |
| –    | Jesper van der Wielen      | Holandia        | –        | DNF   |